# فرانك غورشين
فرانك جون غورشين جونيور (بالإنجليزية: Frank John Gorshin, Jr.)‏ هو ممثل و كوميدي أمريكي ولد في يوم 5 أبريل 1933 في مدينة بيتسبرغ، بنسيلفانيا في الولايات المتحدة مثل في مسلسل إيد سوليفان شو وتونايت ستارينج ستيف ألين، ومثل دور ريدلر في مسلسل باتمان، توفي في 17 مايو 2005 توفي في بربانك، كاليفورنيا في الولايات المتحدة.

## روابط خارجية
- فرانك غورشين على موقع IMDb (الإنجليزية)
- فرانك غورشين على موقع ألو سيني (الفرنسية)
- فرانك غورشين على موقع ميوزك برينز (الإنجليزية)
- فرانك غورشين على موقع أول موفي (الإنجليزية)
- فرانك غورشين على موقع قاعدة بيانات برودواي على الإنترنت (الإنجليزية)
- فرانك غورشين على موقع قاعدة بيانات الأفلام السويدية (السويدية)
- فرانك غورشين على موقع إن إن دي بي (الإنجليزية)
- فرانك غورشين على موقع قاعدة بيانات الفيلم (الإنجليزية)
- فرانك غورشين على موقع كينوبويسك (الروسية)